# Sing Out!
„Sing Out!” – dwudziesty trzeci singel japońskiego zespołu Nogizaka46, wydany w Japonii 29 maja 2019 roku przez N46Div..
Singel został wydany w pięciu edycjach: regularnej (CD) i czterech limitowanych CD+DVD (Type-A, Type-B, Type-C, Type-D). Osiągnął 1 pozycję w rankingu Oricon i pozostał na liście przez 67 tygodni. Zdobył status płyty Milion.

## Lista utworów
Wszystkie utwory zostały napisane przez Yasushiego Akimoto.

### Type-A
| CD | CD                                                                     | CD                   | CD                   | CD      |
| Nr | Tytuł utworu                                                           | Kompozycja           | Aranżacja            | Długość |
| -- | ---------------------------------------------------------------------- | -------------------- | -------------------- | ------- |
| 1. | „Sing Out!”                                                            | Ryōta Saitō, TETTA   | Yūichi "Masa" Nonaka | 5:25    |
| 2. | „Kassōro” (jap. 滑走路)                                                | CHOCOLATE MIX        | CHOCOLATE MIX        | 4:14    |
| 3. | „No yōna sonzai” (jap. のような存在) (wyk. Asuka Saitō, Mai Shiraishi) | Akira Sunset, APAZZI | APAZZI, Akira Sunset | 4:07    |
| 4. | „Sing Out!” (off vocal ver.)                                           | Ryōta Saitō, TETTA   | Yūichi "Masa" Nonaka | 5:25    |
| 5. | „Kassōro” (jap. 滑走路) (off vocal ver.)                               | CHOCOLATE MIX        | CHOCOLATE MIX        | 4:14    |
| 6. | „No yōna sonzai” (jap. のような存在) (off vocal ver.)                  | Akira Sunset, APAZZI | APAZZI, Akira Sunset | 4:07    |

| DVD | DVD                                                               | DVD     |
| Nr  | Tytuł utworu                                                      | Długość |
| --- | ----------------------------------------------------------------- | ------- |
| 1.  | „Sing Out!” (Music Video)                                         | 5:30    |
| 2.  | „No yōna sonzai” (jap. のような存在) (Music Video)                |         |
| 3.  | „4-kisei kojin PV Endō Aakura” (jap. 4期生個人PV 遠藤さくら)      |         |
| 4.  | „4-kisei kojin PV Kakehashi Sayaka” (jap. 4期生個人PV 掛橋沙耶香) |         |
| 5.  | „4-kisei kojin PV Shibata Yuna” (jap. 4期生個人PV 柴田柚菜)       |         |
| 6.  | „4-kisei kojin PV Seimiya Rei” (jap. 4期生個人PV 清宮レイ)        |         |
| 7.  | „4-kisei kojin PV Yakubo Mio” (jap. 4期生個人PV 矢久保美緒)       |         |

### Type-B
| CD | CD                                       | CD                 | CD                   | CD      |
| Nr | Tytuł utworu                             | Kompozycja         | Aranżacja            | Długość |
| -- | ---------------------------------------- | ------------------ | -------------------- | ------- |
| 1. | „Sing Out!”                              | Ryōta Saitō, TETTA | Yūichi "Masa" Nonaka | 5:25    |
| 2. | „Kassōro” (jap. 滑走路)                  | CHOCOLATE MIX      | CHOCOLATE MIX        | 4:14    |
| 3. | „Am I Loving?”                           | Tomokazu Yamada    | APAZZI               | 3:53    |
| 4. | „Sing Out!” (off vocal ver.)             | Ryōta Saitō, TETTA | Yūichi "Masa" Nonaka | 5:25    |
| 5. | „Kassōro” (jap. 滑走路) (off vocal ver.) | CHOCOLATE MIX      | CHOCOLATE MIX        | 4:14    |
| 6. | „Am I Loving?” (off vocal ver.)          | Tomokazu Yamada    | APAZZI               | 3:53    |

| DVD | DVD                                                           | DVD     |
| Nr  | Tytuł utworu                                                  | Długość |
| --- | ------------------------------------------------------------- | ------- |
| 1.  | „Sing Out!” (Music Video)                                     | 5:30    |
| 2.  | „Kassōro” (jap. 滑走路) (Music Video)                         |         |
| 3.  | „4-kisei kojin PV Kaki Haruka” (jap. 4期生個人PV 賀喜遥香)    |         |
| 4.  | „4-kisei kojin PV Kanagawa Saya” (jap. 4期生個人PV 金川紗耶)  |         |
| 5.  | „4-kisei kojin PV Kitagawa Yuri” (jap. 4期生個人PV 北川悠理)  |         |
| 6.  | „4-kisei kojin PV Tsutsui Ayame” (jap. 4期生個人PV 田村真佑)  |         |
| 7.  | „4-kisei kojin PV Tamura Mayu” (jap. 4期生個人PV 筒井あやめ)  |         |
| 8.  | „4-kisei kojin PV Hayakawa Seira” (jap. 4期生個人PV 早川聖来) |         |

### Type-C
| CD | CD                                        | CD                 | CD                   | CD      |
| Nr | Tytuł utworu                              | Kompozycja         | Aranżacja            | Długość |
| -- | ----------------------------------------- | ------------------ | -------------------- | ------- |
| 1. | „Sing Out!”                               | Ryōta Saitō, TETTA | Yūichi "Masa" Nonaka | 5:25    |
| 2. | „Kassōro” (jap. 滑走路)                   | CHOCOLATE MIX      | CHOCOLATE MIX        | 4:14    |
| 3. | „Heikōsen” (jap. 平行線)                  | Keiichi Kondō      | Keiichi Kondō        | 3:48    |
| 4. | „Sing Out!” (off vocal ver.)              | Ryōta Saitō, TETTA | Yūichi "Masa" Nonaka | 5:25    |
| 5. | „Kassōro” (jap. 滑走路) (off vocal ver.)  | CHOCOLATE MIX      | CHOCOLATE MIX        | 4:14    |
| 6. | „Heikōsen” (jap. 平行線) (off vocal ver.) | Keiichi Kondō      | Keiichi Kondō        | 3:48    |

| DVD | DVD                                                           | DVD     |
| Nr  | Tytuł utworu                                                  | Długość |
| --- | ------------------------------------------------------------- | ------- |
| 1.  | „Sing Out!” (Music Video)                                     | 5:30    |
| 2.  | „Heikōsen” (jap. 平行線) (Music Video)                        |         |
| 3.  | „Shika-chan no dōga (Ue-hen)” (jap. しかちゃんの動画（上編）) |         |

### Type-D
| CD | CD                                                         | CD                 | CD                               | CD      |
| Nr | Tytuł utworu                                               | Kompozycja         | Aranżacja                        | Długość |
| -- | ---------------------------------------------------------- | ------------------ | -------------------------------- | ------- |
| 1. | „Sing Out!”                                                | Ryōta Saitō, TETTA | Yūichi "Masa" Nonaka             | 5:25    |
| 2. | „Kassōro” (jap. 滑走路)                                    | CHOCOLATE MIX      | CHOCOLATE MIX                    | 4:14    |
| 3. | „4-banme no hikari” (jap. 4番目の光) (wyk. 4th Generation) | Katsuhiko Sugiyama | Katsuhiko Sugiyama, Yachi Manabu | 4:10    |
| 4. | „Sing Out!” (off vocal ver.)                               | Ryōta Saitō, TETTA | Yūichi "Masa" Nonaka             | 5:25    |
| 5. | „Kassōro” (jap. 滑走路) (off vocal ver.)                   | CHOCOLATE MIX      | CHOCOLATE MIX                    | 4:14    |
| 6. | „4-banme no hikari” (jap. 4番目の光) (off vocal ver.)      | Katsuhiko Sugiyama | Katsuhiko Sugiyama, Yachi Manabu | 4:10    |

| DVD | DVD                                                              | DVD     |
| Nr  | Tytuł utworu                                                     | Długość |
| --- | ---------------------------------------------------------------- | ------- |
| 1.  | „Sing Out!” (Music Video)                                        | 5:30    |
| 2.  | „4-banme no hikari” (jap. 4番目の光) (Music Video)               |         |
| 3.  | „Shika-chan no dōga (Shita-hen)” (jap. しかちゃんの動画（下編）) |         |

### Edycja regularna
| CD | CD                                                       | CD                 | CD                   | CD      |
| Nr | Tytuł utworu                                             | Kompozycja         | Aranżacja            | Długość |
| -- | -------------------------------------------------------- | ------------------ | -------------------- | ------- |
| 1. | „Sing Out!”                                              | Ryōta Saitō, TETTA | Yūichi "Masa" Nonaka | 5:25    |
| 2. | „Kassōro” (jap. 滑走路)                                  | CHOCOLATE MIX      | CHOCOLATE MIX        | 4:14    |
| 3. | „Aimai” (jap. 曖昧) (wyk. Erika Ikuta, Sayuri Matsumura) | doubleglass        | doubleglass          | 4:16    |
| 4. | „Sing Out!” (off vocal ver.)                             | Ryōta Saitō, TETTA | Yūichi "Masa" Nonaka | 5:25    |
| 5. | „Kassōro” (jap. 滑走路) (off vocal ver.)                 | CHOCOLATE MIX      | CHOCOLATE MIX        | 4:14    |
| 6. | „Aimai” (jap. 曖昧) (off vocal ver.)                     | doubleglass        | doubleglass          | 4:16    |

## Skład zespołu
| „Sing Out!” |
| --- |
| - 1. gen.: Manatsu Akimoto, Erika Ikuta, Sayuri Inoue, Asuka Saitō (środek), Reika Sakurai, Mai Shiraishi, Kazumi Takayama, Minami Hoshino, Sayuri Matsumura - 2. gen.: Hinako Kitano, Mai Shinuchi, Ayane Suzuki, Miona Hori, Miria Watanabe - 3. gen.: Riria Itō, Renka Iwamoto, Minami Umezawa, Momoko Ōzono, Shiori Kubo, Tamami Sakaguchi, Kaede Satō, Yūki Yoda |

| „Kassōro” |
| --- |
| - 1. gen.: Kana Nakada, Hina Higuchi, Maaya Wada - 2. gen.: Junna Itō, Kotoko Sasaki, Ranze Terada (środek), Rena Yamazaki - 3. gen.: Reno Nakamura, Hazuki Mukai, Ayano Christie Yoshida |

| „Am I Loving?”                                                                                        |
| --- |
| - 1. gen.: Minami Hoshino - 2. gen.: Hinako Kitano, Ayane Suzuki, Miona Hori (środek), Miria Watanabe |

| „Heikōsen”                                                                                |
| ----------------------------------------------------------------------------------------- |
| - 3. gen.: Renka Iwamoto, Momoko Ōzono (środek), Shiori Kubo, Tamami Sakaguchi, Yūki Yoda |

| „4-banme no hikari” |
| --- |
| - 4. gen.: Sakura Endō (środek), Haruka Kaki, Sayaka Kakehashi, Saya Kanagawa, Yuri Kitagawa, Yuna Shibata, Rei Seimiya, Mayu Tamura, Ayame Tsutsui, Seira Hayakawa, Mio Yakubo |

## Notowania
| Lista                             | Pozycja |
| --------------------------------- | ------- |
| Oricon Weekly Singles Chart       | 1       |
| Oricon Yearly Singles Chart       | 3       |
| Billboard Japan Hot 100           | 1       |
| Billboard Japan Hot Singles Sales | 1       |

## Sprzedaż
| Dane wg         | Sprzedaż   |
| --------------- | ---------- |
| Oricon          | 1 288 496  |
| Billboard Japan | 1 305 723+ |